# Marius Weyers
Marius Weyers (Johannesburg, 3. veljače 1945.) južnoafrički glumac.  Najpoznatiji je po ulozi Andrewa Steyna u filmu Bogovi su pali na tjeme. Također je imao ulogu u filmu Krvavi dijamant. 

## Filmografija
- Bogovi su pali na tjeme (1980.) u ulozi Andrewa Steyna
- Farewell to the King (1989.) u ulozi narednik Conklin
- The Power of One (1992.) u ulozi Prof. Daniel Marais
- Stander (2003.) u ulozi oca Andre Stander
- The Triangle (2005.) u ulozi Karl Sheedy
- Krvavi dijamant (2006.) u ulozi Rudolfa van De Kaapa

## Vanjske poveznice
- Marius Weyers u internetskoj bazi filmova IMDb-u (engl.)